# Шейх Мухаммед Али Хазин
Шейх Мухаммед Али Хазин  (перс. شیخ محمدعلی حزین‎; род. 1692 - ум. 1766 г.) — персидский историк, поэт и педагог.

## Биография
Шейх Мухаммед-Али Хазин, потомок гилянских дервишских шейхов из упомянутой уже фамилии Захидиев, родился в Исфахане в 1692 году, известный ученый, много путешествовал по Ирану, в частности и по прикаспийским странам, умер в Бенаресе в 1766 году.
Известен как автор трактатов об уходе за лошадьми и по зоологии, также биографического труда о поэтах - своих современниках. Составил около 1740г. н. э.) мемуары, являющиеся одним из ценнейших источников по истории Ирана 20-40-х гг.
XVIII в. Персидский текст издан Бельфуром под заглавием «Тарих-и ахвал-и шейх-и Хазин, ки худ навиштэ аст» («История жизни шейха Хазина, каковую он сам написал»).
Прикаспийские страны в мемуарах шейха Хазина занимают небольшое место, но нарисованная им картина разорения этих стран - во время войн и междоусобий 20-30-х гг. XVIII в. дополняет данные других источников (армянских, русских и др.) Важны также подробности относительно созванного Тахмасп Кули-ханом в 1736 году курултая на Мугани и состава этого собрания, рассказ об обороне города Тебриза от наступающих турецких войск беднейшими слоями горожан (авамм - «простонародье», «чернь») и т. д. Данные о феодальных отношениях рассеяны по всей книге.
Держава Сефевидов распалась; афганцы заняли Восточный Иран, запад страны был оккупирован турками, а каспийское побережье – русскими. Жестокие войны продолжались девять лет; в конце концов выходец из простых кочевников, талантливый полководец Надир-шах, сумел объединить кызылбашские племена и изгнать афганцев.
Долгие войны разорили страну. В Исфаханском оазисе погибло 2/3 селений, повсюду царили голод и эпидемии. Крупнейшие города: Исфахан, Шираз, Казвин, Иезд, Тебриз – были разграблены и обезлюдели. Очевидец, шейх Мухаммед Али Хазин, говорит, что Тебриз и весь Южный Азербайджан были почти необитаемы, а Ирак Персидский находился в состоянии такого опустошения и обнищания, что и описать невозможно. Шелководство в Гиляне сократилось в шесть раз, а торговля прекратилась из-за разбоев на дорогах.

## Труды
- Куллияте Хазин, Лакноу, 1292 с. г. х. (1913);
- Тарихе Хазин, Исфахан, 1332 с. г. х. (1953);
- Тазкере-йе Хазин..., 2 изд., Исфахан, 1334 с. г. х. (1955);
- The life of Sheikh Mohammed Ali Hazin written by himself, ed. and transl. by F. C. Belfour, L., 1831.